# رباط الحاج فرامرز خان
رباط الحاج فرامرز خان هو رباط تاريخي يعود إلى عصر القاجاريون، ويقع في سبزوار.